# Bahía Anita
Bahía Anita (51°58′S 60°01′O / -51.967, -60.017) es una entrada de mar ubicada en la costa sudeste de la isla Gran Malvina, en el archipiélago de las Malvinas. Administrativamente pertenece al departamento Islas del Atlántico Sur de la provincia de Tierra del Fuego, Antártida e Islas del Atlántico Sur.
Es una pequeña bahía interior de la bahía Fox, y es cerrada por el sur por la punta Oeste, encontrándose en la zona de la boca sudoccidental del Estrecho de San Carlos.